# Ramingstein
Ramingstein osztrák község Salzburg tartomány Tamswegi járásában. 2019 januárjában 1055 lakosa volt.

## Elhelyezkedése

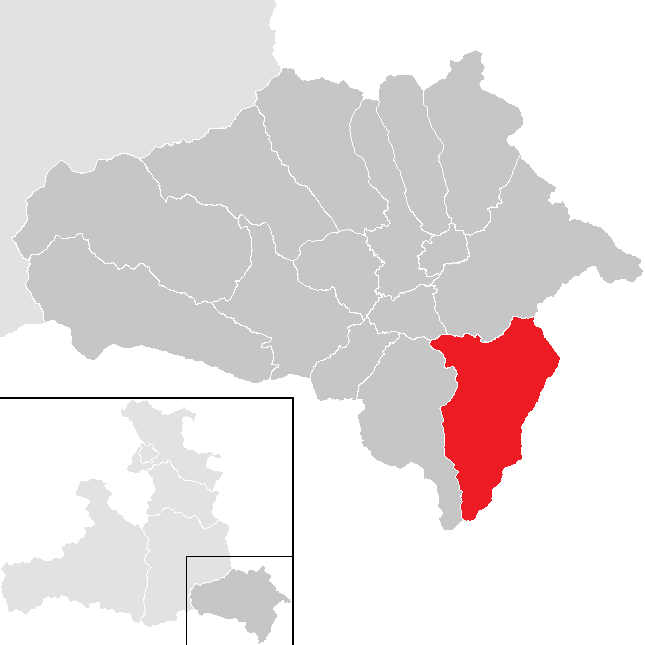
Ramingstein a Tamswegi járásban

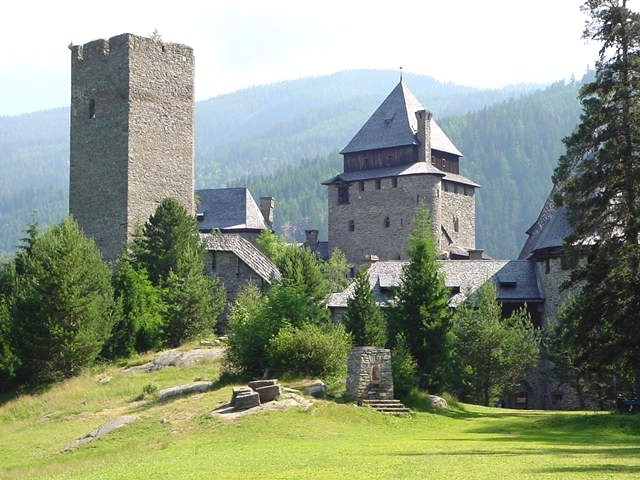
Finstergrün vára

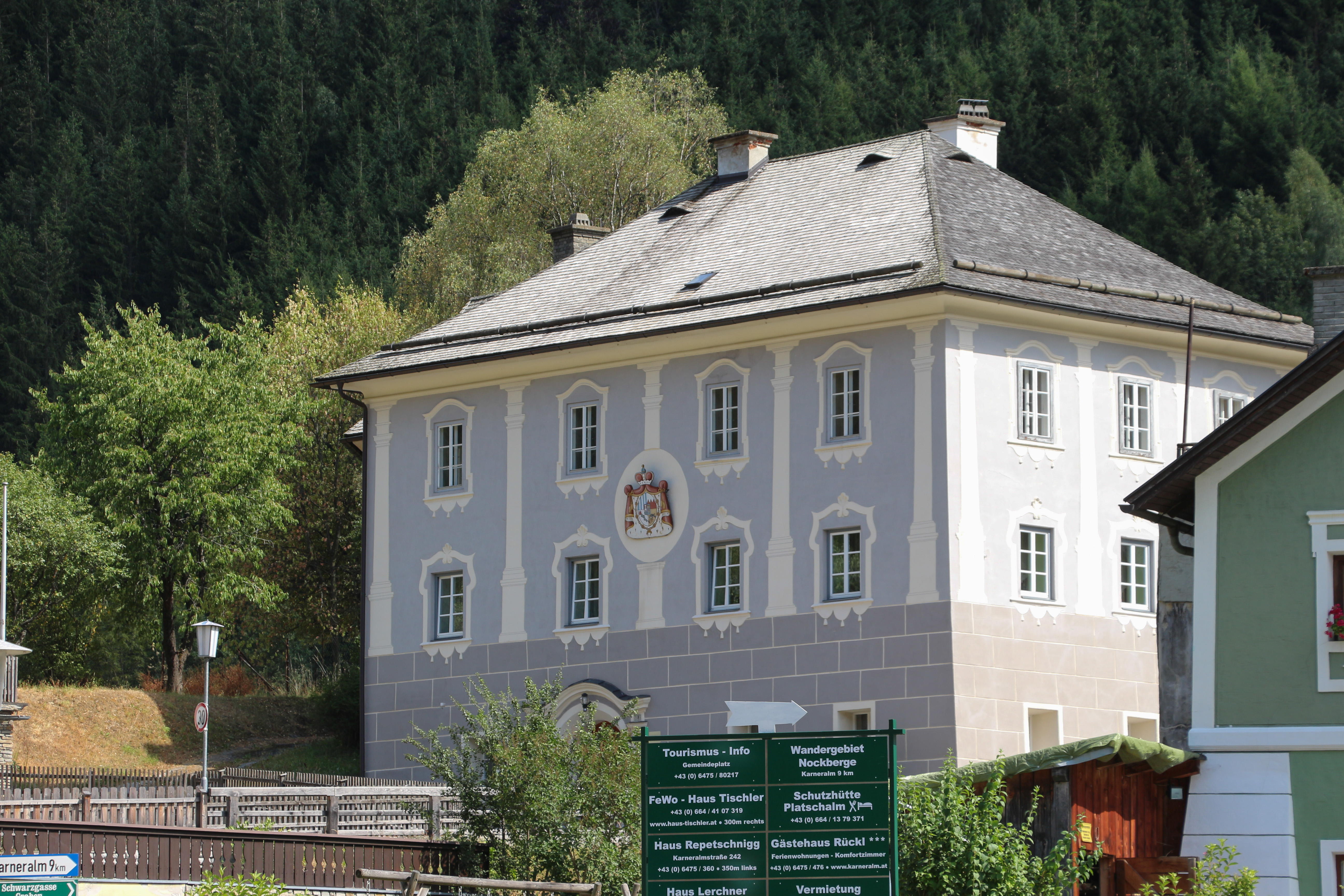
A Wintergrün-kastély

Ramingstein Salzburg tartomány Lungau régiójában, Salzburg, Karintia és Stájerország hármashatáránál, a Mura mentén fekszik. Északon a Murberge, délen a Lungauer Nockberge hegységek határolják. Ramingstein a Lungau egyetlen települése, amelyik 1000 m alatt fekszik. Az önkormányzat 3 településrészt és falut egyesít: Mignitz (135 lakos 2019-ben), Mitterberg (370 lakos) és Ramingstein (550 lakos).
A környező önkormányzatok: nyugatra Thomatal, északnyugatra Unternberg, északra Tamsweg, délkeletre Stadl-Predlitz (Stájerország).

## Története
Ramingstein várát először 1139-ben említik.
A 15. századtól a 18. század végégig a bányászat volt a lakosság fő jövedelmi forrása. Bányászati szabályzatát I. Sigismund von Volkersdorf érsek adta ki 1459-ben. A környező hegyekben vasércet, márványt, ólmot és ezüstöt termeltek ki; a középkor során Ramingstein bármely Alpokbeli bányavidékkel vetekedhetett. 1841-ben hatalmas erdőtűz pusztított a Lungauban és ennek során az egész település leégett, beleértve a várat is (csak a templom maradt épen). Csak a 20. század elejére heverte ki a falu ezt a csapást.

## Lakosság
A ramingsteini önkormányzat területén 2019 januárjában 1055 fő élt. A lakosságszám 1971 óta csökkenő tendenciát mutat. 2017-ben a helybeliek 93,6%-a volt osztrák állampolgár; a külföldiek közül 1,7% a régi (2004 előtti), 2,8% az új EU-tagállamokból érkezett. 0,4% a volt Jugoszlávia (Szlovénia és Horvátország nélkül) vagy Törökország, 1,5% egyéb országok polgára volt. 2001-ben a lakosok 93,4%-a római katolikusnak, 3,2% pedig felekezeten kívülinek vallotta magát.
A lakosság számának változása:

| 2016 | 1 110 |
| 2018 | 1 059 |

## Látnivalók

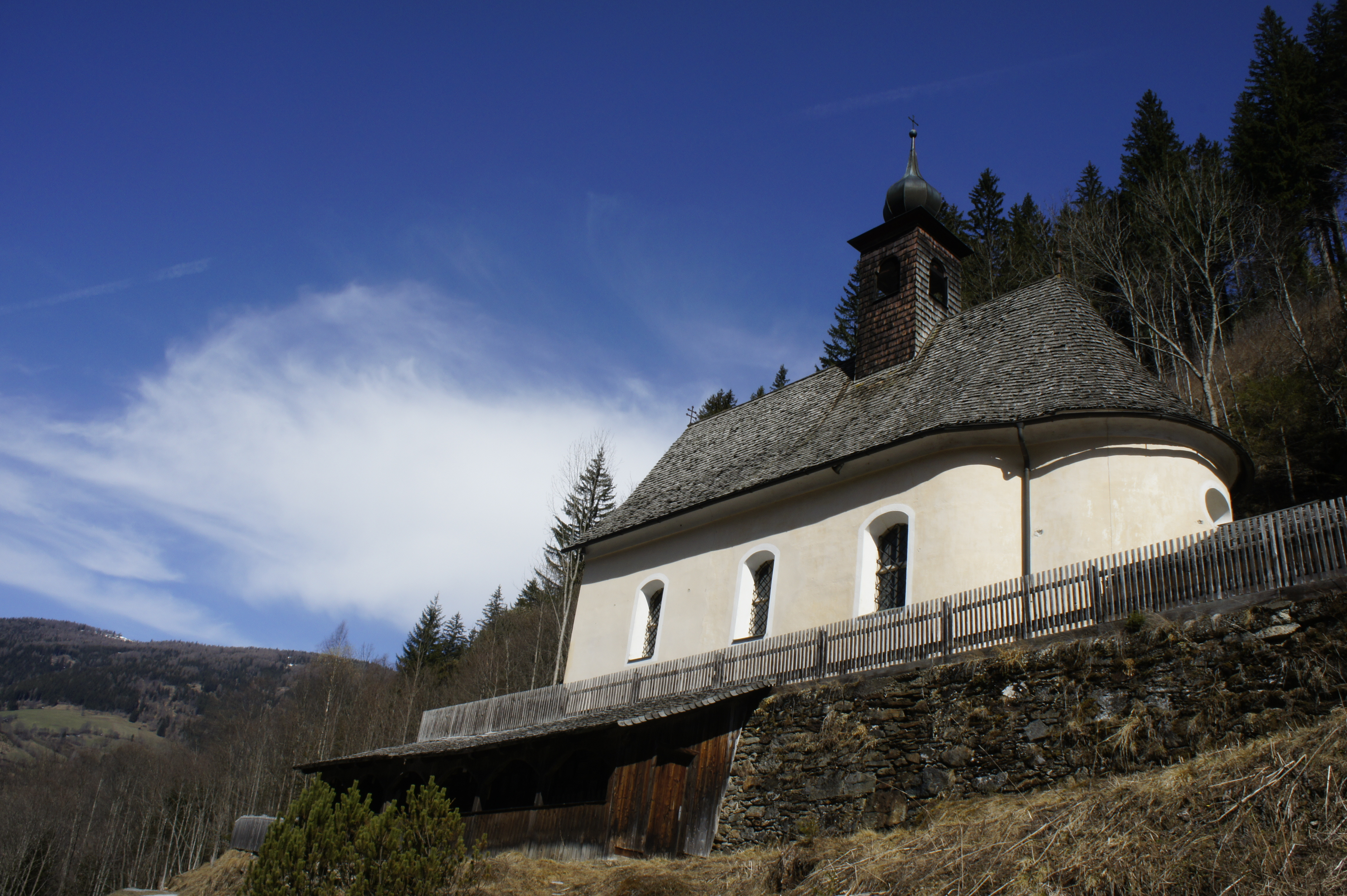
A Hollensteini Mária-templom

- Finstergrün vára
- Wintergrün kastélya
- a Szt. Achatius-plébániatemplom
- a Hollensteini Mária-templom
- az ezüstbánya-múzeum
- a Jagglerhof kultúrközpont

## Híres ramingsteiniek
- Sepp Holzer (1942-) író, kísérleti mezőgazdász, a természetes módszerek híve

## Fordítás
- Ez a szócikk részben vagy egészben  a   Ramingstein című német Wikipédia-szócikk ezen változatának fordításán alapul.  Az eredeti cikk szerkesztőit annak laptörténete sorolja fel. Ez a jelzés csupán a megfogalmazás eredetét és a szerzői jogokat jelzi, nem szolgál a cikkben szereplő információk forrásmegjelöléseként.